# Humanitas
A Humanitas bukaresti székhelyű romániai könyvkiadó. 

## Profilja
Szépirodalom mellett filozófiai, történelmi, zenei, vallási, antropológiai és egyéb témájú könyvek kiadásával foglalkozik. Egyes vélemények szerint a legszínvonalasabb román kiadók egyike.

## Története
A Politikai Kiadó átnevezésével jött létre 1990. február 1-jén, majd 1991-ben munkavállalói privatizációval a kiadó igazgatója, Gabriel Liiceanu filozófus-író, és a munkavállalók tulajdonába került. A kiadó egyik szerkesztője Skultéty Sándor, aki a Politikai Kiadó magyar szerkesztőségének vezetője volt.
Az 1990-es években minőségi könyvesbolthálózatot alakított ki. 2021. év elején a Humanitas cégcsoport 15 könyvesboltot üzemeltetett.

## Szerzői
Többek között elismert hazai (például Mircea Cărtărescu) és emigrációban élt (Emil Cioran, Eugène Ionesco, Mircea Eliade) írók, gondolkodók köteteit adja ki. 
Magyar szerzői között szerepel Bodor Ádám, Csíkszentmihályi Mihály, Esterházy Péter, Kertész Imre,  Márai Sándor, Mikes György.
Egyesek a szélsőjobb kiadójának nevezték Mircea Eliade, Emil Cioran, Constantin Noica műveinek kiadásáért, mások viszont a zsidó szerzők nagy számát kifogásolták (Vaszilij Grosszman, André Glucksmann, Mihail Sebastian, Leon Volovici).
2007-ben a Humanitas adta ki a Tismăneanu-bizottság jelentését, amely az államfő megbízásából a kommunista diktatúra korszakát elemezte.